# 2. American-Football-Bundesliga 2007
Dieser Artikel gibt einen Überblick über die Saison 2007 der 2. American-Football-Bundesliga. Die Saison 2007 war die 26. Saison der 2. Bundesliga.

## Ligaaufteilung
In der Südgruppe verblieben die Königsbrunn Ants, obwohl im Vorjahr sportlich abgestiegen, in der 2. Bundesliga. Grund dafür war, dass die Franken Timberwolves zwar in der Aufstiegsrelegation gegen die Kaiserslautern Pikes erfolgreich waren, dann aber auf den Aufstieg verzichteten. In der Nordgruppe rückten die Frankfurt Red Cocks für die eigentlich qualifizierten Bonn Gamecocks nach.
| 2. Bundesliga Nord      | 2. Bundesliga Nord | 2. Bundesliga Süd           | 2. Bundesliga Süd |
| ----------------------- | ------------------ | --------------------------- | ----------------- |
| Team                    | Vorjahr            | Team                        | Vorjahr           |
| Berlin Rebels           | 5. (2. Liga Nord)  | Aschaffenburg Stallions (N) | 1. (RL Süd)       |
| Düsseldorf Panther (A)  | 6. (GFL Nord)      | Franken Knights             | 4. (2. Liga Süd)  |
| Frankfurt Red Cocks (N) | 1. (RL Ost)        | Hanau Hornets               | 6. (2. Liga Süd)  |
| Hamburg Eagles          | 2. (2. Liga Nord)  | Kirchdorf Wildcats          | 5. (2. Liga Süd)  |
| Langenfeld Longhorns    | 4. (2. Liga Nord)  | Königsbrunn Ants            | 7. (2. Liga Süd)  |
| Lübeck Cougars          | 6. (2. Liga Nord)  | Munich Cowboys (A)          | 6. (2. Liga Süd)  |
| Troisdorf Jets          | 3. (2. Liga Nord)  | Plattling Black Hawks       | 3. (2. Liga Süd)  |
| Weyhe Vikings (N)       | 1. (RL Nord)       | Wiesbaden Phantoms          | 2. (2. Liga Süd)  |

- Vorjahr = Platzierung und Liga des Vorjahres
- RL = Regionalliga
- (N) Aufsteiger aus der Regionalliga
- (A) Absteiger aus der GFL

## Saisonverlauf

### Relegation um den Aufstieg in die GFL
In der Relegation sahen sich die Hamburg Eagles den Dresden Monarchs gegenübergestellt, die Munich Cowboys trafen auf die Saarland Hurricanes aus Saarbrücken.
Im Norden gelang es Dresden die Eagles in beiden Spielen auf Distanz zu halten, wenn es auch jeweils sehr knapp zuging. Mit einem 28:24-Heimsieg im Rücken reisten die Monarchen nach Hamburg. Dort gerieten sie allerdings schon in den ersten Minuten mit 7:0 in Rückstand und damit temporär in die zweite Liga. Doch die Dresdner ließen sich dadurch nicht verunsichern und erspielten sich bis zur Halbzeit eine 19:13-Führung, die bis zum Spielschluss Bestand hatte.
Im Süden dagegen waren die Spielanteile ganz anders verteilt. Die Saarbrücker verteilten artig Gastgeschenke, in Form von Strafen und anderen individuellen Fehlern, an die Münchner Gäste. Diese nahmen sie gerne an und fuhren einen sicheren 25:7-Auswärtssieg ein. Das Rückspiel in München war dann eine eindeutige Angelegenheit. Mit 48:2 wurden die Gäste vor 1400 Zuschauern aus dem Dantestadion gefegt. Den Cowboys gelang damit der direkte Wiederaufstieg nach einem Jahr Zweitklassigkeit.

### Relegation zum Aufstieg in die 2. Bundesliga
In der Relegation um die beiden Plätze in der 2. Bundesliga Süd hatte es der Meister der Regionalliga Mitte, die Stuttgart Silver Arrows, am leichtesten. Da ihre Gegner, die Franken Timberwolves, auf die Spiele verzichteten stiegen die Stuttgarter kampflos auf. Die Montabaur Fighting Farmers, zweiter der Regionalliga Mitte, bekamen es mit den Erding Bulls zu tun. Die Farmers konnten dabei den Meister der Regionalliga Süd zweimal besiegen. In Erding setzte man sich mit 38:22 durch und ließ sich auch im Heimspiel, durch ein 37:27, nicht mehr die Butter von Brot nehmen. Damit gelang den Farmers der direkte Durchmarsch von der Oberliga 2006 in die 2. Bundesliga im Jahr 2008.
In der Relegation zur 2. Bundesliga Nord trafen die Leipzig Lions, als Meister der Regionalliga Ost auf den Zweitplatzierten der Regionalliga West, die Bonn Gamecocks. Die Gamecocks, die im Vorjahr freiwillig auf den Aufstieg in die 2. Bundesliga verzichtet hatten, ließen den Lions keine Chance und gewannen beide Spiele: zu Hause mit 42:26 und in Leipzig mit 24:22. Spannender verlief das Duell zwischen den Assindia Cardinals und den Magdeburg Virgin Guards. Die Magdeburger konnten ihr Heimspiel mit 14:7 und im Rückspiel stand es bei der Two Minute Warning im vierten Quarter des Rückspiels nur 14:13 für die Essener. Doch diesen gelang es nur wenige Sekunden später den entscheidenden Touchdown zu erzielen. Mit dem erfolgreichen PAT erhöhten die Cardinals den Score auf 21:13, was auch der Endstand des Spieles war. Damit gewannen sie den direkten Vergleich um genau einen Punkt.

## Statistik

### Ergebnisse

#### Division Nord
| Mannschaft           | HE    | LL    | LC    | DP    | BR    | TJ    | FRC   | WV    |
| -------------------- | ----- | ----- | ----- | ----- | ----- | ----- | ----- | ----- |
| Hamburg Eagles       | –     | 14:20 | 32:3  | 52:28 | 28:3  | 41:24 | 35:14 | 47:0  |
| Langenfeld Longhorns | 20:38 | –     | 42:13 | 27:21 | 27:8  | 38:21 | 26:28 | 55:21 |
| Lübeck Cougars       | 20:14 | 0:18  | –     | 19:7  | 6:7   | 6:14  | 29:10 | 34:0  |
| Düsseldorf Panther   | 21:23 | 16:13 | 26:25 | –     | 20:7  | 10:10 | 35:6  | 41:7  |
| Berlin Rebels        | 14:31 | *     | 0:34  | 10:14 | –     | 7:26  | 26:0  | 40:6  |
| Troisdorf Jets       | 28:30 | 17:24 | 7:6   | 21:16 | 13:23 | –     | 0:17  | 25:7  |
| Frankfurt Red Cocks  | 14:35 | 17:38 | 6:17  | 24:16 | 14:24 | 25:13 | –     | 21:24 |
| Weyhe Vikings        | 8:42  | 10:22 | 20:36 | 20:14 | 8:8   | 14:9  | 21:24 | –     |

* Das Spiel Berlin Rebels gegen Langenfeld Longhorns musste wetterbedingt abgesagt werden und wurde nicht nachgeholt.

#### Division Süd
| Mannschaft              | MC    | FK    | PBH   | WP    | KA    | KW    | AS    | HH    |
| ----------------------- | ----- | ----- | ----- | ----- | ----- | ----- | ----- | ----- |
| Munich Cowboys          | –     | 27:10 | 41:6  | 37:7  | 13:8  | 20:13 | 26:16 | 41:8  |
| Franken Knights         | 28:28 | –     | 40:20 | 37:3  | 59:0  | 48:6  | 29:0  | 60:12 |
| Plattling Black Hawks   | 20:31 | 28:31 | –     | 42:20 | 43:0  | 26:34 | 43:7  | 42:6  |
| Wiesbaden Phantoms      | 7:14  | 6:28  | 27:20 | –     | 35:14 | 27:6  | 21:0  | 14:6  |
| Königsbrunn Ants        | 9:14  | 21:38 | 9:34  | 15:14 | –     | 14:13 | 0:29  | 34:28 |
| Kirchdorf Wildcats      | 13:27 | 7:35  | 20:34 | 33:33 | 20:22 | –     | 32:27 | 37:10 |
| Aschaffenburg Stallions | 8:34  | 6:44  | 24:26 | 0:40  | 6:17  | 15:32 | –     | 9:7   |
| Hanau Hornets           | 13:26 | 13:28 | 27:28 | 0:27  | 17:29 | 0:51  | 33:7  | –     |

### Abschlusstabellen

#### Division Nord
|    | Verein               | Sp   | S  | U | N  | TD      | Diff. | Punkte |
| -- | -------------------- | ---- | -- | - | -- | ------- | ----- | ------ |
| 1. | Hamburg Eagles       | 14   | 12 | 0 | 2  | 462:217 | +245  | 24:40  |
| 2. | Langenfeld Longhorns | 13 1 | 10 | 0 | 3  | 370:224 | +146  | 20:60  |
| 3. | Lübeck Cougars       | 14   | 7  | 0 | 7  | 248:203 | +133  | 14:14  |
| 4. | Düsseldorf Panther   | 14   | 6  | 1 | 7  | 285:264 | 0+21  | 13:15  |
| 5. | Berlin Rebels        | 13 1 | 5  | 1 | 7  | 177:227 | 0−50  | 11:15  |
| 6. | Troisdorf Jets       | 14   | 5  | 1 | 8  | 228:264 | 0−36  | 11:17  |
| 7. | Frankfurt Red Cocks  | 14   | 5  | 0 | 9  | 220:339 | −119  | 10:18  |
| 8. | Weyhe Vikings        | 14   | 3  | 1 | 10 | 166:418 | −252  | 07:21  |

#### Division Süd
|    | Verein                  | Sp | S  | U | N  | TD      | Diff. | Punkte |
| -- | ----------------------- | -- | -- | - | -- | ------- | ----- | ------ |
| 1. | Munich Cowboys          | 14 | 13 | 0 | 1  | 379:166 | +213  | 26:20  |
| 2. | Franken Knights         | 14 | 12 | 1 | 1  | 515:177 | +338  | 25:30  |
| 3. | Plattling Black Hawks   | 14 | 8  | 0 | 6  | 412:317 | 0+95  | 16:12  |
| 4. | Wiesbaden Phantoms      | 14 | 7  | 1 | 6  | 281:252 | 0+29  | 15:13  |
| 5. | Königsbrunn Ants        | 14 | 6  | 0 | 8  | 192:363 | −171  | 12:16  |
| 6. | Kirchdorf Wildcats      | 14 | 5  | 1 | 8  | 317:338 | 0−21  | 11:17  |
| 7. | Aschaffenburg Stallions | 14 | 2  | 0 | 12 | 154:384 | −230  | 04:24  |
| 8. | Hanau Hornets           | 14 | 1  | 0 | 13 | 180:433 | −253  | 02:26  |

### Relegation zum Aufstieg in die GFL

#### Nord
| Heimverein       | Gastverein       | Ergebnis | Nach Quartern       |
| ---------------- | ---------------- | -------- | ------------------- |
| Dresden Monarchs | Hamburg Eagles   | 28:24    | 14:7; 7:3; 0:7; 7:7 |
| Hamburg Eagles   | Dresden Monarchs | 13:19    | 7:13; 6:6; 0:0; 0:0 |

- Damit konnten die Dresden Monarchs die Klasse im Norden halten, die Hamburg Eagles blieben in der 2. Bundesliga.

#### Süd
| Heimverein          | Gastverein          | Ergebnis | Nach Quartern         |
| ------------------- | ------------------- | -------- | --------------------- |
| Saarland Hurricanes | Munich Cowboys      | 7:25     | 0:7; 0:6; 7:3; 0:9    |
| Munich Cowboys      | Saarland Hurricanes | 48:2     | 6:0; 14:0; 14:0; 14:2 |

- Die Munich Cowboys stiegen damit in die GFL auf, die Saarland Hurricanes stiegen in die 2. Bundesliga Süd ab.

### Relegation zum Aufstieg in die 2. Bundesliga

#### Nord
| Heimverein                           | Gastverein                           | Ergebnis |
| ------------------------------------ | ------------------------------------ | -------- |
| Magdeburg Virgin Guards (1. RL Nord) | Assindia Cardinals (1. RL West)      | 14:7     |
| Assindia Cardinals (1. RL West)      | Magdeburg Virgin Guards (1. RL Nord) | 21:13    |

| Heimverein                  | Gastverein                  | Ergebnis |
| --------------------------- | --------------------------- | -------- |
| Bonn Gamecocks (2. RL West) | Leipzig Lions (1. RL Ost)   | 42:26    |
| Leipzig Lions (1. RL Ost)   | Bonn Gamecocks (2. RL West) | 22:24    |

- Aufsteiger in die 2. Bundesliga Nord sind die Assindia Cardinals und die Bonn Gamecocks.

#### Süd
| Heimverein                               | Gastverein                               | Ergebnis |
| ---------------------------------------- | ---------------------------------------- | -------- |
| Erding Bulls (1. RL Süd)                 | Montabaur Fighting Farmers (2. RL Mitte) | 22:38    |
| Montabaur Fighting Farmers (2. RL Mitte) | Erding Bulls (1. RL Süd)                 | 37:27    |

- Die Stuttgart Silver Arrows steigen direkt auf, da die Franken Timberwolves freiwillig verzichten. Zweiter Aufsteiger sind die Montabaur Fighting Farmers.